# بن کرامر
بن کرامر (به انگلیسی: Ben Cramer) (زاده ۱۷ فوریه ۱۹۴۷) خواننده هلندی است.
او نماینده هلند در یوروویژن ۱۹۷۳ بود.